# Inspiration4
Inspiration4 (stylizované jako Inspirati④n) byla třídenní soukromý let kosmické lodi Crew Dragon od společnosti SpaceX na nízkou oběžnou dráhu Země. Celou misi, která byla součástí charitativní sbírky pro dětskou výzkumnou nemocnici St. Jude v Memphisu, Tennessee, USA, financoval podnikatel Jared Isaacman. Inspiration4 se uskutečnila v září 2021 a byla první vesmírnou misí, kterou absolvovala posádka bez profesionálního astronauta. 

## Kosmická loď Crew Dragon
Crew Dragon je kosmická loď pro lety s posádkou navržená v rámci programu NASA CCDev, (Commercial Crew Development) společností SpaceX, především pro dopravu astronautů na Mezinárodní vesmírnou stanici. SpaceX ale loď používá i pro další účely mimo spolupráci s NASA (komerční programy Inspiration4, Axiom Space a Polaris).  

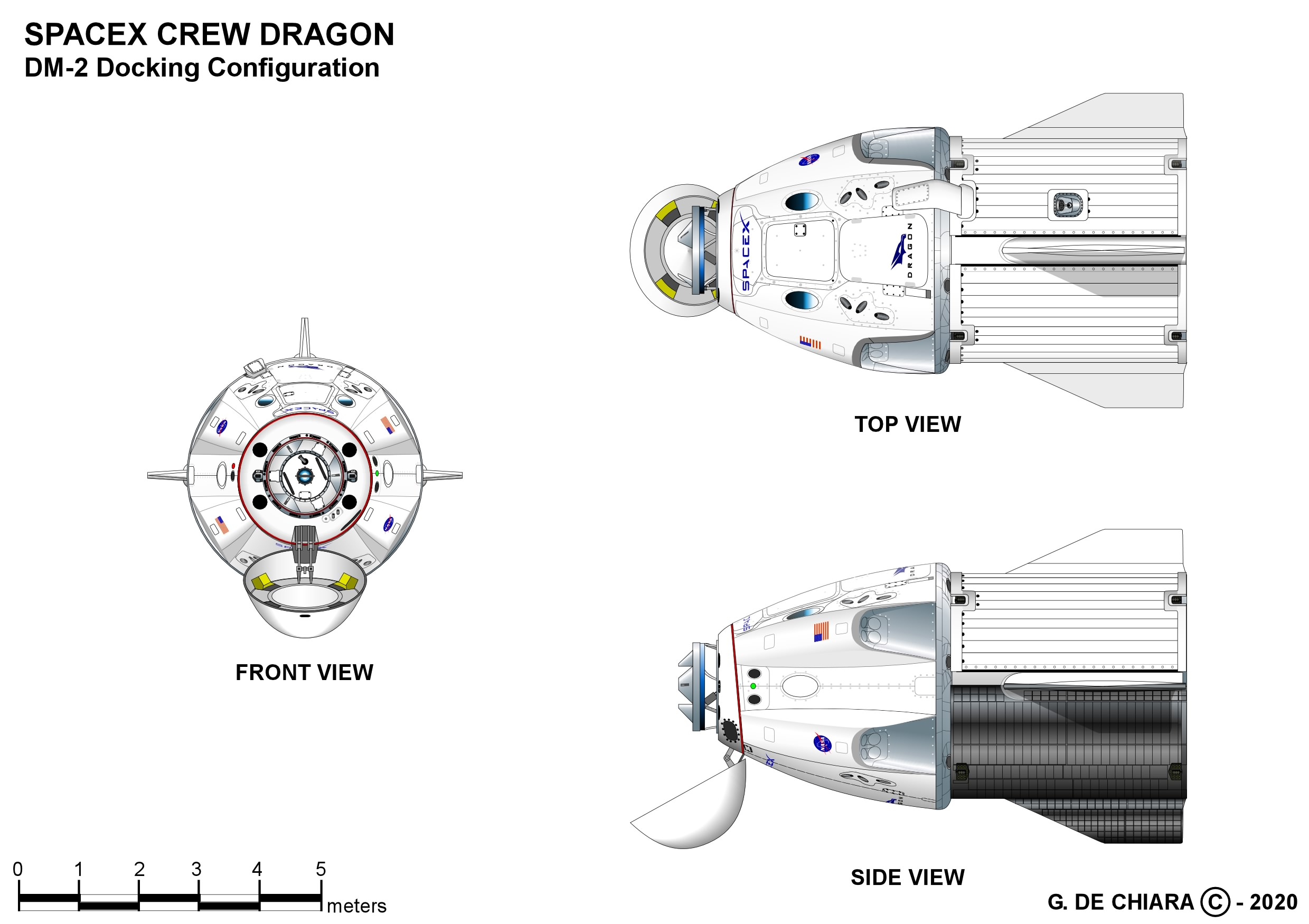
Crew Dragon v letové konfiguraci.

Crew Dragon tvoří znovupoužitelná kabina kónického tvaru a nástavec v podobě dutého válce (tzv. trunk). V kabině je hermetizovaný prostor o objemu 9,3 m3, v němž lze umístit sedačky až pro sedm osob (NASA pro lety k ISS využívá 4 místa). Nástavec je možné využít pro dopravu nákladu, který nemusí být umístěn v hermetizovaném prostoru (např. zařízení určeného pro umístění na vnější straně ISS, tedy v otevřeném kosmickém prostoru. Sestava kabiny a nástavce ve startovní pozici měří na výšku 8,1 metru a v průměru má 4 metry. 
Kosmická loď pro tuto misi byla vybavena speciální třívrstvou průhlednou kupolí z akrylátu, která umožňovala do té doby nevídaný výhled z kosmické lodi. Byla umístěna na špici kabiny, kde je při běžných letech dokovací zařízení pro připojení k ISS. 

## Pozadí a přípravy mise
Hybatelem projektu, hlavním donátorem a velitelem mise Inspiration4 byl zakladatel a generální ředitel společnosti Shift4 Payments Jared Isaacman. Jako aktivní pilot s licencemi pro různá vojenská letadla si chtěl splnit celoživotní sen o letu do vesmíru, ale současně usiloval o vyšší dosah, než jen zápis další položky na seznam kosmických letů s turisty. Proto od počátku považoval let za součást snahy o získání 200 milionů dolarů pro dětskou výzkumnou nemocnici St. Jude. S pomocí projektu Inspiration4 vedl kampaň na získání peněz a zvýšení povědomí o výzkumu dětské rakoviny, zavázal se přispět do sbírky 100 milióny dolarů a nemocnici věnoval také dvě místa v posádce Inspiration4.
Jedno z nich nemocnice obsadila svou zaměstnankyní, lékařskou asistentkou Hayley Arcenauxovou, která se v dětství právě v St. Jude léčila s osteosarkomem. Druhé sedadlo bylo určeno výherci náhodně vybranému z přispěvatelů loterie, která pro nemocnici vynesla 13 milionů dolarů. Ten ale rozhodl místo v lodi Crew Dragon nepřijal a navrhl svého přítele, amatérského astronoma a zájemce o kosmonautiku – dalším členem posádky se tak stal Christopher Sembroski. Poslední místo získala Sian Proctorová díky vítězství v soutěži pro podnikatele Shift4Shop, v níž uchazeči zřizovali internetové obchody založené na Isaacmanově platformě Shift4 Payments a vedli kampaň na Twitteru ve prospěch nemocnice St. Jude. Proctorová uspěla s internetovým obchodem s uměním My Space2Inspire. Poslední místo získala Sian Proctorová díky vítězství v soutěži pro podnikatele Shift4Shop, v níž uchazeči zřizovali internetové obchody založené na Isaacmanově platformě Shift4 Payments a vedli kampaň na Twitteru ve prospěch nemocnice St. Jude. Proctorová uspěla s internetovým obchodem s uměním My Space2Inspire.
Společnost SpaceX 1. února 2021 oznámila, že start mise Inspiration4 by mohl proběhnout ve 4. čtvrtletí roku 2021.
Posádka strávila pět měsíců tréninkem, který začal koncem března 2021, tedy pouhé dva měsíce po vyhlášení mise a jen měsíc poté, co byli do týmu vybráni Sembroski a Proctorová.
Isaacman a jeho manželka Monica nakonec nemocnici věnovali 125 milionů dolarů. Výnos loterie a příspěvky mnoha dalších dárců, včetně 55 milionů dolarů od zakladatele společnosti SpaceX Elona Muska, nakonec zvýšily celkovou částku věnovanou nemocnici St. Jude na více než 243 milionů dolarů.

## Posádka

### Hlavní posádka
- Jared Isaacman (1) – velitel
- Sian Proctorová (1) – pilotka
- Hayley Arceneauxová (1) – zdravotnice
- Christopher Sembroski (1) – letový specialista

V závorkách je uvedený dosavadní počet letů do vesmíru včetně této mise

## Mise

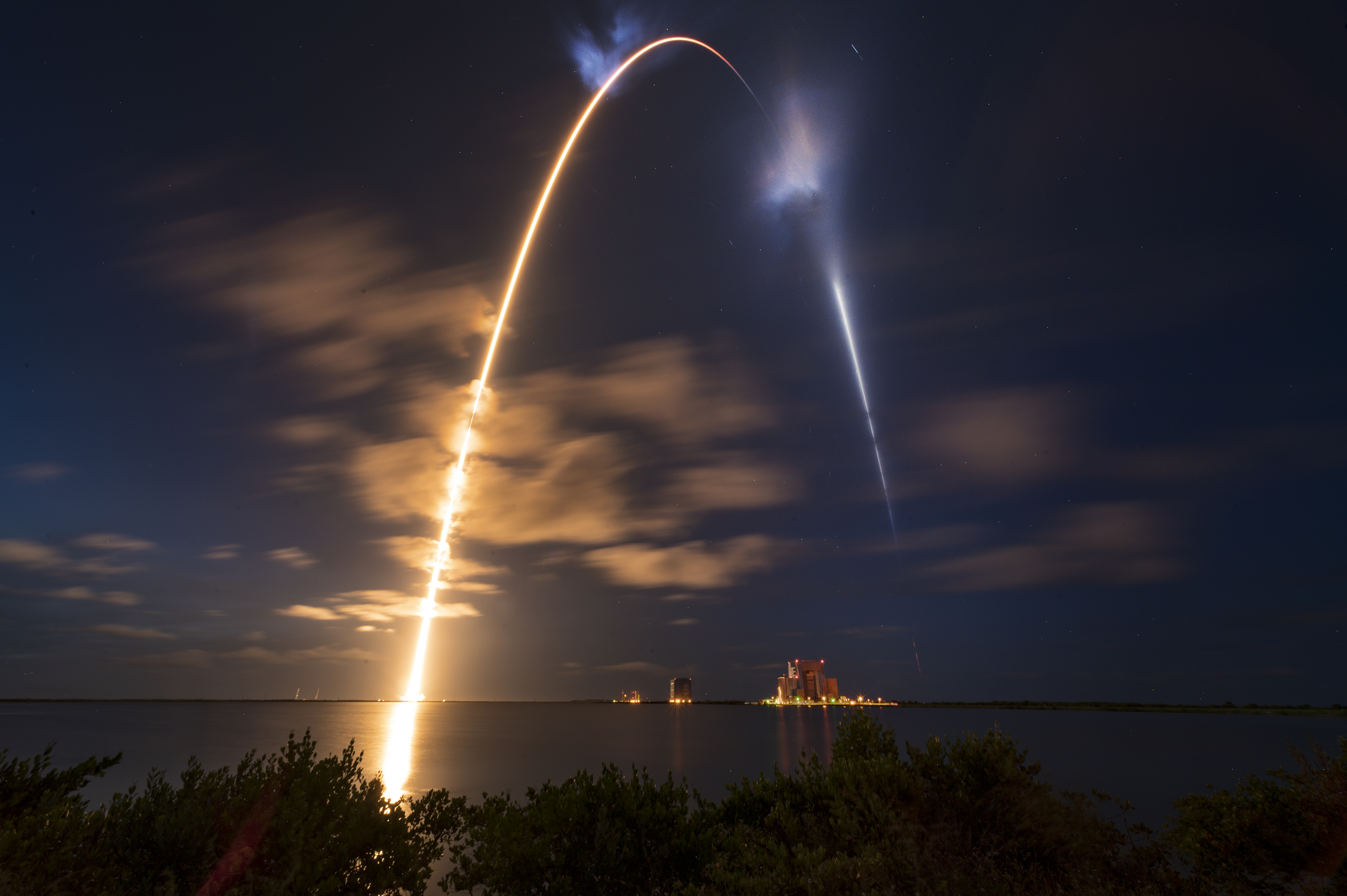
Start mise z Kennedyho vesmírného střediska na Floridě.

Mise odstartovala 16. září 2021 v 00:02:56 UTC (02:02:56 SELČ) na nosné raketě Falcon 9 Block 5 z odpalovacího komplexu 39A (LC-39A) v Kennedyho vesmírného středisku.
Během letu byla dosaženo několik prvenství:
- šlo o první let výhradně se soukromými osobami (bez profesionálního astronauta) a současně o první let lodi Crew Dragon bez připojení k Mezinárodní vesmírné stanici,[10]
- výše apogea letu dosáhla 585 km; jednalo se o nejvyšší dosaženou výšku dráhy od roku 1999 a celkově pátý nejvyšší let člověka na oběžnou dráhu Země,[12]
- Sian Proctorová byla první pilotkou kosmické lodi s tmavou pletí,[10]

- Hayley Arceneauxová se ve 29 letech stala nejmladší Američankou, která kdy letěla do vesmíru,[3] a zároveň první osobou ve vesmíru s ortopedickou protézou,[10]
- Jared Isaacman během mise uzavřel první sázku z vesmíru – tipoval, že příští Super Bowl vyhrají Philadelphia Eagles.[3]

Posádka během letu uskutečnila několik medicínských experimentů týkajících se vlivu letu na lidské zdraví, včetně odběrů biologických vzorků a údajů z monitorování životních funkcí. Jejich výsledky byly po skončení letu zpracovány, vyhodnoceny a publikovány ve více než 40 vědeckých článcích.
Let skončil bezproblémovým přistáním 18. září 2021 v 23:06:49 UTC (19. září v 01:06:49 SELČ) v Atlantském oceánu nedaleko mysu Canaveral na Floridě. Šlo o první přistání posádky v Atlantském oceánu od letu Apolla 9.